# 达沃尔·斯特凡内克
达沃尔·斯特凡内克（1985年9月12日—）生于苏博蒂察，是一名塞尔维亚男子古典式摔跤运动员。他的祖父、父亲、兄弟都从事摔跤运动，他也在12岁时开始练习摔跤。2014年，他在塔什干进行的世界锦标赛上夺得个人的首个世界冠军，同年年底，他获得DSL Sport颁发的塞尔维亚年度最佳运动员奖。